# Brittany Ratcliffe
Brittany Margaret Ratcliffe (* 7. Februar 1994 in Williamstown, New Jersey) ist eine US-amerikanische Fußballspielerin, die seit der Saison 2018 beim Utah Royals FC in der National Women’s Soccer League unter Vertrag steht.

## Karriere

### Verein
Ratcliffe studierte an der University of Virginia, wo sie für das Fußballteam der Virginia Cavaliers in 93 Spielen insgesamt 24 Tore erzielte.
Beim College-Draft der NWSL 2016 wurde Ratcliffe in der zweiten Runde von den Boston Breakers gezogen. In der Saison 2016 absolvierte sie 15 Spiele, in denen sie jedoch kein Tor erzielen konnte. Im Februar 2017 löste Boston den Vertrag mit Ratcliffe auf.
Ratcliffe verbrachte die Vorbereitung auf die Saison 2017 bei den Chicago Red Stars. Nachdem sie es dort nicht in den Kader geschafft hatte, unterschrieb sie Anfang April einen Vertrag beim FC Kansas City, für den sie in 22 Spielen ein Tor erzielte. Als der FC Kansas City nach der Spielzeit 2017 den Spielbetrieb einstellte, wechselte Ratcliffe zum Utah Royals FC.